# Роксана (Илиноис)
Роксана (енгл. Roxana) град је у америчкој савезној држави Илиноис.

## Демографија
По попису из 2010. године број становника је 1.542, што је 5 (-0,3%) становника мање него 2000. године.
| Група             | 2000.         | 2010.         |
| Белци             | 1.520 (98,3%) | 1.495 (97,0%) |
| Афроамериканци    | 2 (0,1%)      | 10 (0,6%)     |
| Азијати           | 4 (0,3%)      | 6 (0,4%)      |
| Хиспаноамериканци | 10 (0,6%)     | 19 (1,2%)     |
| Укупно            | 1.547         | 1.542         |